# Strada regionale 206 Pisana-Livornese
L'ex strada statale 206 Pisana-Livornese (SS 206), ora strada regionale 206 Pisana-Livornese (SR 206), è una strada regionale italiana che collega Cecina e Pisa. In origine rappresentava un'alternativa nell'entroterra alla strada statale 1 Via Aurelia, la quale garantiva invece il collegamento dal lato mare via Livorno. Essa è anche comunemente chiamata Via Emilia (da non confondere con la strada statale 9) dagli abitanti della zona e dai mezzi d'informazione locali in quanto considerata come diramazione a sud fino a San Pietro in Palazzi nel comune di Cecina della Via Aemilia Scauri.

## Percorso
La strada ha origine a San Pietro in Palazzi, frazione di Cecina, ad un quadrivio formato con il tratto dismesso della strada statale 1 Via Aurelia e la ex strada statale 68 di Val Cecina. La strada corre la prima parte del proprio itinerario lungo il confine tra la provincia di Livorno e quella di Pisa, con un percorso che la vede intrecciarsi più volte con quello dell'A12 Genova-Rosignano Marittimo, fino a Collesalvetti.
Il percorso continua quindi in direzione nord incrociando la Strada di grande comunicazione Firenze-Pisa-Livorno e superando lo scolmatore dell'Arno, prima di entrare nel territorio comunale di Cascina dove in località Arnaccio incrocia la strada statale 67 bis Tosco Romagnola. Da qui la strada procede in maniera rettilinea fino ad entrare nel centro abitato di Pisa.
In seguito al decreto legislativo n. 112 del 1998, dal 2001 la gestione è passata dall'ANAS alla Regione Toscana che ha poi devoluto le competenze alla Provincia di Livorno e alla Provincia di Pisa per le tratte territorialmente competenti.